# GB/T Ladestandard

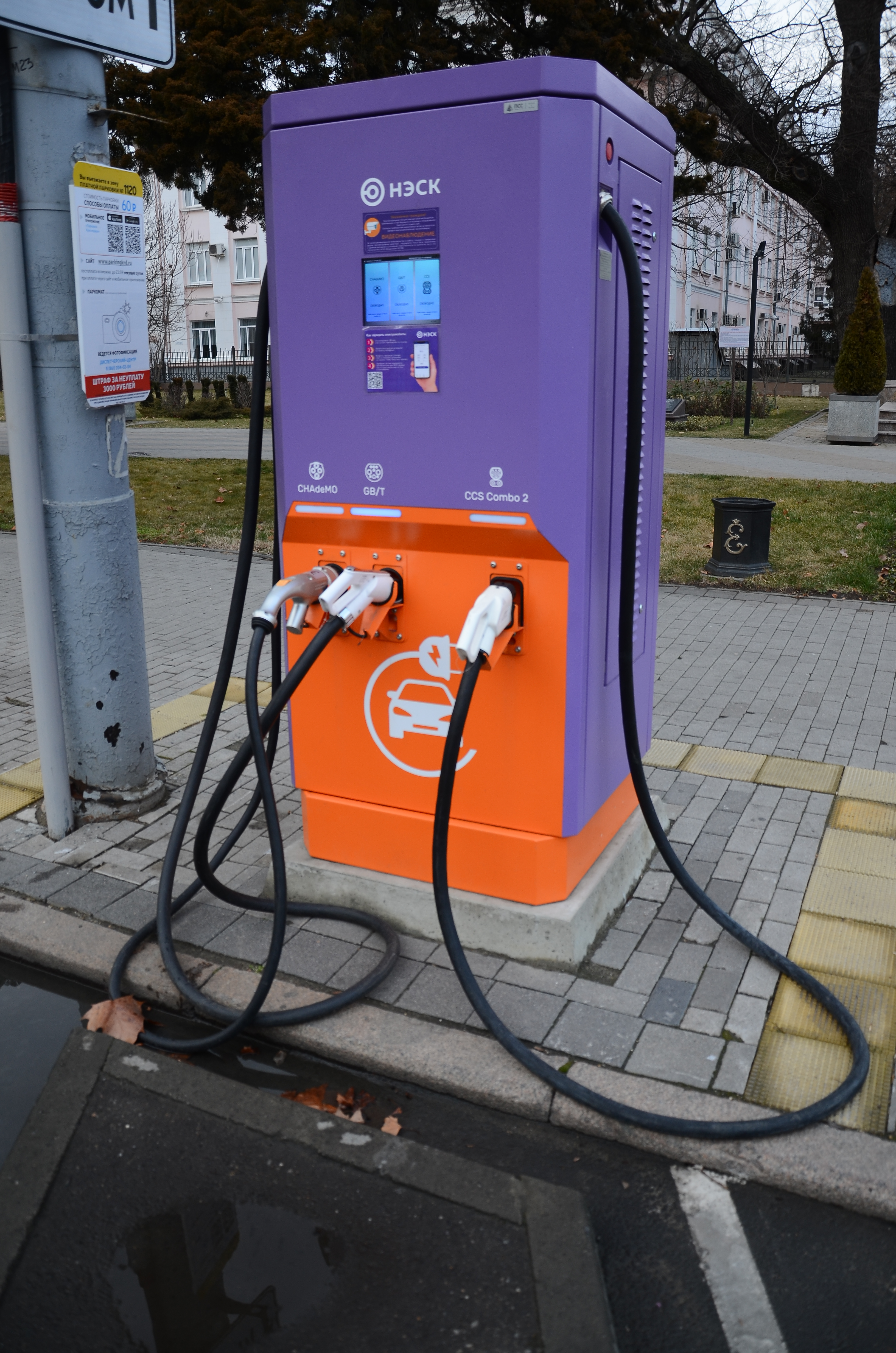
Gleichstromladepunkt mit CHAdeMO-, GB/T- und CCS2-Steckern in Krasnodar

Der GB/T Ladestandard definiert den Rahmen für das Laden von Elektrofahrzeugen in China. Dieser Standard umfasst sowohl das Laden mit Wechselstrom als auch das Laden mit Gleichstrom. Der Standard legt die Protokolle für die Kommunikation zwischen Elektrofahrzeug und Ladegerät fest, er umfasst auch die Ladeschnittstelle bzw. das Steckerdesign sowie Sicherheitsmaßnahmen wie elektronische Verriegelungsmechanismen, Isolationsüberwachung und Temperaturkontrolle. Der Standard umfasst verschiedene Lademodi und Steckertypen und ist für Elektrofahrzeuge, die in China verkauft werden, vorgeschrieben. Die neueste Version erlaubt Ladeleistungen bis 1,2 MW. In vielen Ländern gilt der Standard als Maßstab für das Laden von Elektrofahrzeugen. So baut etwa der ChaoJi-1-Standard auf diesem Standard auf. Der GB/T Ladestandard gehört zur GB-Standardfamilie.

## Geschichte
Der Standard wurde von der chinesischen Regierung eingeführt und wird kontinuierlich weiterentwickelt.